# 鎌仲ひとみ
鎌仲 ひとみ（かまなか ひとみ、1958年6月11日 - ）は、日本のドキュメンタリー映画監督、テレビ演出家。

## 略歴
富山県氷見市生まれ。早稲田大学第二文学部卒業。大学時代は早稲田大学探検部に所属。男友達の自主映画を手伝ううちに、ドキュメンタリー映画作家を志望する。
大学卒業後、「グループ現代」「岩波映画」等の契約助監督を経て、バリ島を舞台とした自主制作監督作品「スエチャおじさん バリ/夢/うつつ」により、1991年文化庁芸術家海外派遣助成金を受け、カナダ国立映画製作所へ渡る。その後ニューヨークでメディア・アクティビスト集団「ペーパー・タイガー・テレビ」に参加。
1995年の帰国以来、フリーの映像作家として、NHK及び、小泉修吉の「グループ現代」での映像を制作。
2003年に監督したドキュメンタリー映画「ヒバクシャ―世界の終わりに」は地球環境映像祭アース・ビジョン大賞、文化庁映画賞文化記録映画優秀賞ほか、多数の賞を受賞した。多くの作品で、カメラ担当の岩田まきことコンビを組んでいる。
2003年から東京工科大学メディア学部助教授、2011年3月退職（退職時は准教授）。

## 主な作品

### 映画
- 今、日本の女たち 1987
- スエチャおじさん バリ/夢/うつつ 1990
- 災害は都市を襲う 阪神大震災救急医療の記録 1995
  - 科学技術庁長官賞
- ヒバクシャ 世界の終わりに 2003
  - 第9回平和・協同ジャーナリスト基金賞グランプリ、第12回地球環境映像際アースビジョン大賞、第28回日本カトリック映画賞、2003年度映画鑑賞団体全国連絡会議特別賞、第1回文化庁映画賞文化記録映画優秀賞
- 六ヶ所村ラプソディー 2006
- ミツバチの羽音と地球の回転 2010

### テレビ
- 心の病がいやされる時 今日本の家族に何が起きているのか 1998 NHK
  - ATP優秀ドキュメンタリー賞
- エンデの遺言─根源からお金を問う (構成：村山純子 鎌仲ひとみ)　1999 NHK
  - ギャラクシー賞
- 戦禍にみまわれた子供たち─湾岸戦争8年後のイラク─ 1999 NHK
- がんを生き抜く希望を支える医療の記録 2001 NHK
  - ATP優秀ドキュメンタリー賞

## 著作
- ドキュメンタリーの力 （子供の未来社、2005年3月）金聖雄、海南友子と共著
- 内部被曝の脅威 原爆から劣化ウラン弾まで（筑摩書房、2005年6月）肥田舜太郎と共著
- ヒバクシャ ドキュメンタリー映画の現場から（影書房、2006年3月）

## 出演

### 映画
- friends after 3.11 劇場版（2012年、監督：岩井俊二）

## 注
1. ↑  鎌仲ひとみプロフィール